# Gero (Gifu)

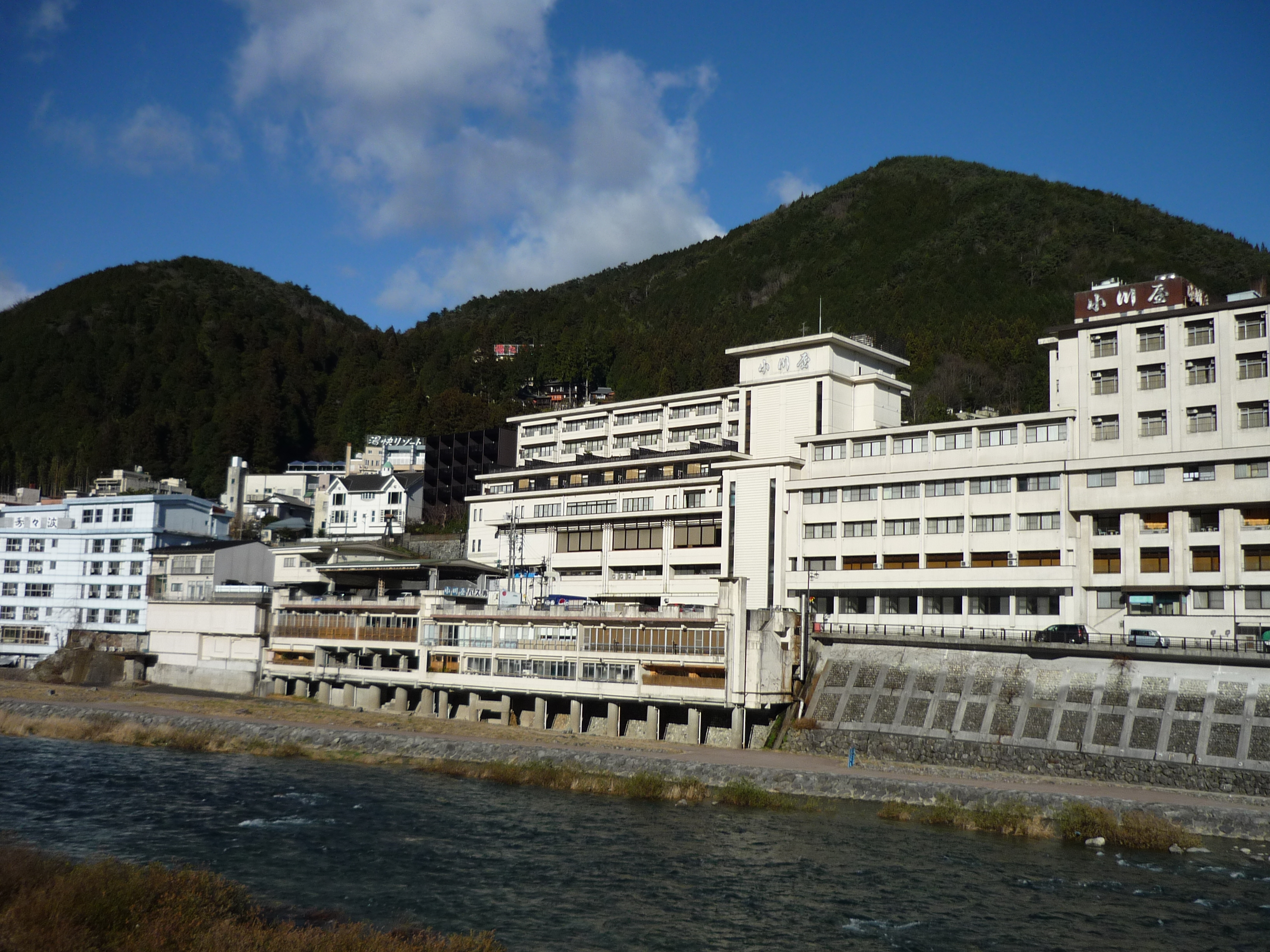
Onsen de Gero.

Pour les articles homonymes, voir Gero.
Gero (下呂市, Gero-shi) est une ville située dans la préfecture de Gifu, au Japon. Elle est réputée pour ses onsen, ou stations thermales.

## Géographie

### Situation
Gero est située dans l'est de la préfecture de Gifu.

### Municipalités limitrophes
| Takayama      | Takayama  | Kiso        |
| Gujō          | Gero      | Ōtaki       |
| Seki, Hichisō | Shirakawa | Nakatsugawa |

### Démographie
En février 2021, la population était de 31 314 habitants, répartis sur une superficie de 851,21 km2. en septembre 2024, elle était de 29 074 habitants

### Hydrographie
Gero est traversée par les rivières Hida et Maze.

### Climat
La ville a un climat caractérisé par des étés chauds et humides et des hivers doux. La température moyenne annuelle à Gero est de 12,2 °C. La pluviométrie annuelle moyenne est de 2 440,3 mm, juillet étant le mois le plus humide.

## Histoire
Le village de Gero a été créé le 1er avril 1889. Il a acquis le statut de bourg en 1925, puis de ville en 2004 après l'intégration des bourgs d'Osaka, Gero et Kanayama et du village de Maze.

## Transports
Gero est desservie par les routes nationales 41 (国道41号), 256 (国道256号) et 257 (国道257号).
La ville est desservie par la ligne principale Takayama de la JR Central. La gare de Gero est la principale gare de la ville.

## Jumelages
Gero est jumelée avec :
- Ketchikan (États-Unis)
- Pensacola (États-Unis)
- Salesópolis (Brésil)

Un jumelage existait depuis 1986 entre Kanayama et la ville de Ketchikan, dans l'état d'Alaska, États-Unis. À la suite de la fusion de Kanayama avec Gero, les échanges de professeurs et d'étudiants continuent.